# Glaucidium palmarum
Glaucidium palmarum là một loài chim trong họ Strigidae.